# 考馬卡尼
考馬卡尼是位於美國夏威夷州可愛縣的一個人口普查指定地區。

## 地理
考馬卡尼的座標為21°55′13″N 159°37′27″W / 21.92028°N 159.62417°W，而該地最高點為海拔高度46米（即151英尺）。

## 人口
根據2010年美國人口普查的數據，考馬卡尼的面積為2.74平方千米，當中陸地面積為2.46平方千米，而水域面積為0.28平方千米。當地共有人口749人，而人口密度為每平方千米273.36人。